# Canton d'Acheux-en-Amiénois
Le canton d'Acheux-en-Amiénois est un ancien canton français situé dans le département de la Somme et la région Picardie.

## Géographie
Ce canton était organisé autour d'Acheux-en-Amiénois dans l'arrondissement d'Amiens. Son altitude variait de 63 m (Toutencourt) à 157 m (Authie) pour une altitude moyenne de 129 m.

## Administration
| Régime                           | Début        | Fin                                          | Conseiller                    | Parti / Idéologie | Parti / Idéologie | Observation |
| -------------------------------- | ------------ | -------------------------------------------- | ----------------------------- | ----------------- | --- | --- |
| Monarchie de Juillet             | 1833         | 1836 (démission)                             | Antoine, Thomas Serpette      |                   | | Propriétaire-cultivateur Maire de Louvencourt                                                                      |
| Monarchie de Juillet             | 1836         | 1838 (démission)                             | Abraham Fatton                |                   | | Propriétaire à Clairfay (Commune de Varennes), conseiller d'arrondissement                                         |
| Monarchie de Juillet             | 1838         | 1847 (démission)                             | Antoine, Thomas Serpette      |                   | | Propriétaire-cultivateur Maire de Louvencourt                                                                      |
| Monarchie de Juillet             | 1847         | 1848                                         | Charles-Marie Boullet         |                   | Majorité ministérielle | Magistrat, Président du Conseil Général (1842 et 1844) Propriétaire à Amiens et à Tilloy-lès-Conty, Pair de France |
| IIe République                   | 1848         | 1852                                         | Eugène Delaunay               |                   | | Propriétaire à Mailly                                                                                              |
| Second Empire                    | 1852         | 1867                                         | Léon Gustave de Witasse       |                   | | Propriétaire Maire d'Acheux-en-Amiénois                                                                            |
| Second Empire                    | 1867         | 1873 (démission)                             | Charles De France d'Hésecques |                   | Orléaniste | Propriétaire à Mailly Député (1869-1870)                                                                           |
| IIIe République                  | 1867         | 1873 (démission)                             | Charles De France d'Hésecques |                   | Orléaniste | Propriétaire à Mailly Député (1869-1870)                                                                           |
| 1873                             | 1901 (décès) | Charles Marie Martin Faton de Faverney       |                               | Conservateur      | Conseiller à la Cour d'appel d'Amiens Maire de Raincheval                                                                                   | |
| 1901                             | 1907         | Albert Faton de Faverney (fils du précédent) |                               | Conservateur      | Maire de Raincheval Élu lors d'une partielle le 17 février 1901                                                                             | |
| 1907                             | 1908 (décès) | René Pombourcq                               |                               | Parti radical     | Docteur en médecine Conseiller municipal d'Acheux-en-Amiénois                                                                               | |
| 1908                             | 1919         | Charles Corbier                              |                               | Parti radical     | Agriculteur, négociant en vins, Maire de Mailly-Maillet (1901-1929) Conseiller d'arrondissement Élu lors d'une partielle le 12 juillet 1908 | |
| 1919                             | 1934 (décès) | Emile Pérot                                  |                               | Républicain       | Agriculteur, puis négociant en vins Maire de Varennes (1904-1934)                                                                           | |
| 1934                             | 1940         | Eugène Hourdequin                            |                               | Républicain       | Agriculteur, Maire de Louvencourt (1912-1944), conseiller d'arrondissement Élu lors d'une partielle le 26 novembre 1934                     | |
| 1940-1944 - Occupation allemande |              |                                              |                               |                   | | |
| IVe République                   | 1945         | 1949                                         | Pierre Herbet                 |                   | MRP | Ingénieur |
| IVe République                   | 1949         | 1979                                         | Raymond de Wazières           |                   | Radical puis UDF-Rad. | Agriculteur, Sénateur (1959-1977) Maire d'Acheux-en-Amiénois (1953-1979)                                           |
| Ve République                    | 1949         | 1979                                         | Raymond de Wazières           |                   | Radical puis UDF-Rad. | Agriculteur, Sénateur (1959-1977) Maire d'Acheux-en-Amiénois (1953-1979)                                           |
| 1979                             | 1998         | Jackie Pillon                                |                               | UDF-PSD           | Maître-imprimeur Maire de Varennes-en-Croix                                                                                                 | |
| 1998                             | 2014 (décès) | Jean-Paul Nigaut                             |                               | DVG               | Vice-Président du Conseil Général Maire de Toutencourt. Décède le 8 août 2014                                                               | |
| 2014                             | 2015         | Geneviève Lebailly                           |                               | DVG               | Enseignante et suppléante de Jean-Paul Nigaut Maire de Senlis-le-Sec                                                                        | |

### Conseillers d'arrondissement (de 1833 à 1940)
Le canton d'Acheux avait trois, puis deux conseillers d'arrondissement.
Il appartenait à l'arrondissement de Doullens jusqu'à sa disparition en 1926.
| Période                                  | Période      | Identité                                           | Étiquette    | Qualité |
| ---------------------------------------- | ------------ | -------------------------------------------------- | ------------ | --- |
| 1833                                     | 1855 (décès) | Jean Louis Corby-Ruin (1787-1855)                  |              | Propriétaire cultivateur, maire de Raincheval                                                               |
| 1833                                     | 1836         | Abraham Fatton                                     |              | Propriétaire à Clairfay                                                                                     |
| 1833                                     | 1842         | Pierre François Joseph Leclercq (1787-1867)        |              | Maire de Vauchelles-lès-Authie                                                                              |
| 1836                                     | 1842         | Pierre Guillain Renard (1794-1861)                 |              | Propriétaire à Puchevillers                                                                                 |
| 1842                                     | 1848         | Marie Léon Hourier (1808-1874)                     |              | Notaire, propriétaire, maire de Mailly                                                                      |
|                                          |              |                                                    |              | |
| 1870                                     | 1880         | Jules Bienaimé                                     |              | Notaire à Toutencourt                                                                                       |
|                                          |              |                                                    |              | |
| 1904                                     | 1908         | Charles Corbier (1869-1943)                        | Radical      | Agriculteur, négociant en vins, maire de Mailly-Maillet (1901-1929)                                         |
| 1907                                     | 1919         | Léonce Leblond                                     | RG           | Agriculteur, maire de Léalvillers                                                                           |
| 1908                                     | 1919         | Arthur Joyer                                       | RG           | Maire de Louvencourt (1011-1919)                                                                            |
| 1919                                     | 1935         | Eugène Hourdequin (1882-1947, gendre du précédent) | RG           | Agriculteur, maire de Louvencourt (1912-1944)                                                               |
| 1919                                     | 1921 (décès) | Alexandre Carpentier-Accart                        | RG           | Négociant, adjoint au maire d'Authie                                                                        |
| 1921                                     | 1923 (décès) | Maxime Petit                                       | Conservateur | Cultivateur et courtier en bestiaux, maire de Puchevillers                                                  |
| 1923                                     | 1928         | Charles Corbier                                    | Radical      | Agriculteur, négociant en vins, maire de Mailly-Maillet                                                     |
|                                          |              |                                                    |              | |
| 1931                                     | 1940         | Charles Corbier                                    | Radical      | Agriculteur, négociant en vins, Mailly-Maillet                                                              |
| 1931                                     | 1934         | Louis Dhiers                                       | URD          | Cultivateur à Mailly-Maillet                                                                                |
| 1940                                     |              |                                                    |              | Les conseils d'arrondissement ont été suspendus par la loi du 12 octobre 1940 et n'ont jamais été réactivés |
| Les données manquantes sont à compléter. |              |                                                    |              | |

Source : Le Progrès de la Somme, sur Gallica et Retronews.

## Composition
Le canton d'Acheux-en-Amiénois regroupait 26 communes et comptait 5 809 habitants (recensement de 1999 sans doubles comptes).
| Communes               | Population (2012) | Code postal | Code Insee |
| ---------------------- | ----------------- | ----------- | ---------- |
| Acheux-en-Amiénois     | 514               | 80560       | 80003      |
| Arquèves               | 143               | 80560       | 80028      |
| Authie                 | 238               | 80560       | 80043      |
| Bayencourt             | 73                | 80560       | 80057      |
| Bertrancourt           | 199               | 80560       | 80095      |
| Bus-lès-Artois         | 146               | 80560       | 80153      |
| Coigneux               | 50                | 80560       | 80201      |
| Colincamps             | 88                | 80560       | 80203      |
| Courcelles-au-Bois     | 74                | 80560       | 80217      |
| Englebelmer            | 242               | 80300       | 80266      |
| Forceville             | 161               | 80560       | 80329      |
| Harponville            | 125               | 80560       | 80420      |
| Hédauville             | 100               | 80560       | 80425      |
| Hérissart              | 494               | 80260       | 80431      |
| Léalvillers            | 166               | 80560       | 80470      |
| Louvencourt            | 264               | 80560       | 80493      |
| Mailly-Maillet         | 604               | 80560       | 80498      |
| Marieux                | 82                | 80560       | 80514      |
| Puchevillers           | 487               | 80560       | 80645      |
| Raincheval             | 244               | 80600       | 80659      |
| Saint-Léger-lès-Authie | 98                | 80560       | 80705      |
| Senlis-le-Sec          | 302               | 80300       | 80733      |
| Thièvres               | 132               | 62760       | 80756      |
| Toutencourt            | 493               | 80560       | 80766      |
| Varennes-en-Croix      | 177               | 80560       | 80776      |
| Vauchelles-lès-Authie  | 113               | 80560       | 80777      |

## Démographie
| 1962  | 1968  | 1975  | 1982  | 1990  | 1999  | 2009 |
| ----- | ----- | ----- | ----- | ----- | ----- | ---- |
| 5 947 | 6 228 | 5 895 | 5 754 | 5 730 | 5 809 | -    |